# Gefesselter Kreisel
Ein gefesselter Kreisel ist ein in einem Kardanrahmen schnell rotierender Kreisel, dessen Rahmenachsen nicht drehbar aufgehängt sind, sondern bei dem durch Drehung der Messachse im Raum entstehende Momente in die Aufhängung eingeleitet werden.
Am häufigsten erfolgt dies durch die Schwerkraft, insbesondere bei den horizontal gefesselten Kreiseln in der Schiffs- und Trägheitsnavigation. Demgegenüber sind sie bei der Steuerung von Raketen an deren Längsachse gekoppelt oder frei aufgehängt.
Während ein freier Kreisel aufgrund der Kreiselstabilität bzw. Drehimpulserhaltung die Ausrichtung seiner Drehachse im Raum beizubehalten trachtet, weicht der Rahmen eines gefesselten Kreisels bei einer auf ihn ausgeübten Kraft senkrecht zu dieser aus. Dieses im Alltag oft für verblüffende Effekte sorgende Phänomen wird Präzession genannt und spielt auch in der Astronomie eine wichtige Rolle.
In der Technik wird der gefesselte Kreisel unter anderem für folgende Zwecke angewandt:
- Drallstabilisierung von „Plattformen“ in Systemen der Inertialnavigation (INS)
- Kreiselstabilisierung von Flugkörpern (erstmals durch Goddard) und in der V2-Rakete
- Steuerung von Raumsonden, siehe interplanetare Navigation
- Kreiselkompass in größeren Schiffen (nicht hingegen der Kurskreisel in Flugzeugen)
- Kreiseltheodolit und Vermessungskreisel
- Wendezeiger in Flugzeugen
- Erzeugung von Stellgrößen bei der Ausrichtung automatischer Messinstrumente

Während Kreiselsysteme für Steuerungsimpulse nur wenig Gewicht benötigen, werden in der Raumfahrt auch schwere, stark motorisierte Kreisel eingesetzt, die aktiv (Impuls erzeugend) die Bahnstabilisierung bzw. die Ausrichtung von Raumfahrzeugen und Satelliten steuern.
In der Flugnavigation werden heute auch sogenannte Lasergyroskope (Laserkreisel) verwendet, bei denen nicht eine Masse rotiert, sondern ein mit sich selbst interferierender Lichtstrahl auf eine rechteckige oder eine Kreisbahn gelenkt wird.